# پرفوران
پرفوران (به انگلیسی: Perforan)
رده درمانی: داروهای گیاهی
اشکال دارویی: قرص
شرکت سازنده:  شرکت داروسازی گل دارو 

## موارد مصرف
پرفوران در درمان افسردگی، بی خوابی، اضطراب، سردردهای عصبی، سردردهای دوران قاعدگی و میگرن به کار می‌رود.

## اجزاء فراورده
پرفوران از عصاره خشک گیاه چای کوهی به میزان حدود ۱۶۰ میلی گرم تهیه شده‌است.

## مکانیسم اثر
مطالعات نشان داده‌است که گیاه هایپریکوم بدلیل داشتن هایپریسین و فلانوییدها دارای اثرات آرام بخش، مسکن و ضد اضطراب می‌باشد. بررسهای انجام شده نشان داده‌است که هایپریسین از طریق مهار آنزیم منوآمینواکسیداز موجب بروز اثرات ضد افسردگی می‌گردد.
آخرین تحقیقات انجام شده نشان داده‌است که عصاره گیاه هایپریکوم می‌تواند میزان اکسیژن سلولی را افزایش دهد.

## عوارض جانبی
با مصرف این فراورده‌احتمال بروز کهیر، واکنشهای آلرژیک و حساسیت به نور وجود دارد.